# 350
350 (CCCL) var ett normalår som började en måndag i den julianska kalendern.

## Händelser

### Januari
- Januari – Kejsar Constans dödas av usurpatorn Magnentius.
- 18 januari – Magnentius (av germansk härstamning) utnämns till romersk kejsare i Autun.

### Juni
- 3 juni – Nepotianus utropar sig själv till kejsare och intågar i Rom, ledande en grupp gladiatorer.
- 30 juni – Nepotianus besegras och dödas av Marcellinus, en general utsänd av Magnentius. Magnentius avlider dock snart därefter själv.

### Okänt datum
- Biskop Wulfila översätter Bibeln till gotiska (omkring detta år).
- Ostrogoterna grundar ett rike öster om floden Dnepr. Samma år grundar de Kiev som huvudstad i detta rike.
- Den indiske kungen Samudragupta erövrar Assam.
- Den asiatiska staden Anbar grundas.
- Hunnerna invaderar Persien och Indien.

## Avlidna
- Januari – Constans, romersk kejsare
- 30 juni – Nepotianus, romersk usurpator
- Eutropia, mor till Nepotianus